# Clément Kubacki
Clément Kubacki est un footballeur français né le 24 janvier 1929 en Pologne et mort le 12 août 1992 à Capvern dans les Hautes-Pyrénées. Il était milieu de terrain.